# Història de la premsa escrita
La història de la premsa escrita fa referència a l'evolució cronològica i social de les publicacions impreses. Premsa escrita, fa referència a totes aquelles publicacions impreses les quals es diferencien entre si a causa de la seva periodicitat: parlem de diari quan es tracta d'una publicació diària, setmanari o revista quan és setmanal i anuari si és una obra de referència en la qual es recullen dades i esdeveniments sobre un tema en concret amb una periodicitat anual. D'igual manera, existeixen revistes mensuals —propi d'aquelles de caràcter especialitzat.

## Naixement i evolució
Un dels elements més importants de qualsevol tipus de vida social o univers social, és la necessitat d'informació. L'afany per saber i conèixer ha suscitat sempre la vocació del periodista que, des dels grecs fins als trobadors de l'edat mitjana i passant pels narradors africans, exercien una funció fonamental de comunicació, informació i progrés. L'escriptura ha constituït una font periòdica de notícies que han creat el marc de les relacions personals i professionals.
A europa el 1556, el govern de Venècia va publicar per primera vegada el mensual Notizie scritte ("Avisos escrits") que va costar una gazzetta, una moneda veneciana de l'època, el nom de la qual va arribar a significar "diari". Aquests avvisi eren butlletins escrits a mà i s'utilitzaven per transmetre notícies polítiques, militars i econòmiques de manera ràpida i eficient a tot Europa, més concretament a Itàlia, durant l'època moderna (1500–1800), compartint algunes característiques dels diaris, encara que normalment no es consideren veritables diaris.
Certs historiadors apunten com un dels primers diaris a aquell de la Roma Republicana, l'Acta Diürna -que eren una sèrie de taulons en els quals es recollien els esdeveniments més importants que succeïen en l'Imperi, es penjaven en els murs del palau imperial o en el fòrum- present en el suprem Fòrum Romano a instàncies de Julio César entorn del 59 a. C. D'igual manera i posteriorment —any 413 d.C.—, en el llunyà Orient, el govern imperial xinès publicaria Notícies Barrejades. No obstant això, bé és cert que ambdues no van gaudir de gran èxit entre el públic ni tampoc en la seva distribució, reconeixent així el mèrit de l'invent de Gutenberg en el que a la difusió massiva es refereix.
Cap a l'any 1400, els empresaris de les ciutats italianes i alemanyes recopilaven cròniques manuscrites d'esdeveniments de notícies importants i les feien circular a les seves connexions comercials. La idea d'utilitzar una impremta per a aquest material va aparèixer per primera vegada a Alemanya cap a l'any 1600. Els primers precursors van ser els anomenats Messrelationen ("informes de fires") que eren recopilacions semestrals de notícies per a les grans fires del llibre de Frankfurt i Leipzig, a partir de a la dècada de 1580. El primer diari veritable va ser el setmanari Relation aller Fuernemmen und gedenckwürdigen Historien ("Recull de totes les notícies destacades i memorables"), iniciat a Estrasburg l'any 1605. L'Avisa Relation oder Zeitung es va publicar a Wolfenbüttel a partir de 1609, i aviat es van establir diaris a Frankfurt. (1615), Berlín (1617) i Hamburg (1618). El 1650, 30 ciutats alemanyes tenien butlletins actius.
En l'evolució de la premsa escrita a partir del Segle XV, caldria destacar un factor determinant: aquesta no s'hauria produït únicament per l'aparició en escena de la impremta, sinó també i com apunten diversos testimoniatges, gràcies a l'increment del nombre de persones que, si ben no estaven capacitats per a la correcta extracció d'aquelles idees presents en els textos, van començar a alfabetitzar-se, és a dir, van iniciar un aprenentatge en el que a llegir i escriure respecta.
L'afany humanístic de registrar tot allò quant esdevenia va donar origen a quatre blocs de documents que bé podrien considerés el “germen” dels mitjans de comunicació social. Van sorgir així les cròniques, hereves dels Annali de l'antiga Roma, les quals es tractaven d'un compendio de totes aquelles aventures dels monarques així com dels esdeveniments ciutadans de l'època, amb un clar tint propagandístic. Per la seva banda, les anomenades cartes-diari començarien a afegir informacions de tall polític o militar a la correspondència mercantil. En tercer lloc se situarien els almanacs, considerats el vehicle d'alfabetització de la ingent massa desfavorida, els quals incloïen des de prediccions del temps a consells i proverbis moralitzadors.
Finalment, els “avissi” “fogli a mà” “gazzettas” o “nouvelles à la main” s'alçarien amb un mercat previ al del periodisme d'esdeveniments. Aquests no eren més que folis plegats en els quals els autors es feien ressò de totes aquelles notícies útils relacionades amb la circulació de mercaderies i fins i tot, aquelles sobre fets d'interès públic. La relació que aquest últim tipus de publicació té amb el concepte de periòdic que coneixem avui dia és evident. No en va, cal esmentar que el terme gazzetta segueix estant vigent en la major part d'Itàlia.
Amb el pas del segle apareixerien noves publicacions periòdiques com va ser el cas dels Ocasionals i de les Relacions. Quant als primers, els més antics daten de 1470, procedents de Bolonya, tenint com a tema l'avanç dels turcs pel Mediterrani. Un altre exemple serien aquells que van explicar al seu moment l'actualitat sobre el descobriment d'Amèrica (1492), els ocasionals de Cristóbal Colón. Aquesta publicació gaudiria del favor del públic europeu fins al segle xix, sent coneguts a França amb el nom de canards i a la zona centreeuropea com newe zeitungen. De la mateixa forma que va succeir amb les cròniques, els ocasionals van passar a emplearse com a vehicle propagandístic per part dels grans estats de l'època. Quant a les Relacions, destaca el seu caràcter semestral el qual permetia aglutinar els principals esdeveniments esdevinguts en el Vell Continent durant els sis mesos compresos entre les dues fires anuals d'editorials i llibreters a la ciutat de Frankfurt.

## La premsa als seglesxviixvii
El segle XVI va estar ple de cèlebres creacions, il·lustres individualitats i esdeveniments. Van conrear el sensacionalisme i el fantàstic, així com l'espectacular de les cerimònies cortesanes. Europa aniria entrant de manera progressiva en una fase que els estudiosos de la matèria han denominat protoperiodismo, període que va veure la seva consagració al segle posterior.
Amb l'arribada del Barroc al segle XVII se superen totes les expectatives previstes en èpoques anteriors. Des d'un punt de vista econòmic, els diversos estats europeus es trobaven immersos en una profunda crisi, fruit de les contínues revoltes socials, els durs conflictes polítics i les guerres de religió. No obstant això, a cap moment aquesta situació influiria de manera negativa al món del protoperiodismo. A un ritme vertiginós els mitjans d'informació del segle anterior es consolidarien, generalitzant d'aquesta manera el periodisme.
A això van contribuir en bona part les Gasetes, publicacions setmanals. Deixant a un costat la Gazette Française de Marcellin Allard i Pierre Chavalier (1604) apareixen com a zones destacades en la producció de gasetes els Països Baixos i l'Imperi alemany. Va ser a Anvers on va sorgir el model que posteriorment imitaria la resta dels estats europeus, la Nieuwe Antwersche Tijdinghe, en francès i flamenc, publicat sota l'empara dels arxiducs Alberto i Isabel. En un començament aquestes gasetes serien impreses per mitjà d'iniciatives privades. No obstant això, les monarquies veurien aviat un mitjà de propaganda en aquestes gasetes, sotmetent-les al seu antull. Dins de l'àmbit nacional a Espanya, aquestes publicacions van gaudir de gran influència, sorgint les primeres a Madrid i Sevilla en 1661.

## El Segle de les Llums
L'arribada del segle xviii va portar amb si la Il·lustració o Segle de les Llums. Una nova mentalitat va assotar Europa, una mentalitat la qual tenia com a objectiu treure a la població de les tenebres de la ignorància en la qual vivien dia després de dia. França ocuparia llavors el centre de la cultura europea i per tant, mundial, mentre Gran Bretanya, que es postulava com la gran terra de la llibertat, sofria la seva primera revolució industrial. Seria precisament en terres angleses on aparegués el primer diari entès com a tal, The Daily Courant (1702) de Samuel Buckeley, on es va apostar de ple per la independència i l'objectivitat informativa a l'una que es va intentar concebre aquest món des d'una perspectiva empresarial. Per la seva banda, el clima ideològic de l'època va motivar un periodisme d'opinió, més creatiu, pel qual apostarien personatges com Daniel Defoe, autor de Robinson Crusoe i fundador de The Weekly Review (1704-13) o Jonathan Swift, autor dels viatges de Gulliver i editor del Examiner.
El diari es va convertir, amb ajuda de la configuració i creació històrica de les societats modernes, en un actor polític i social que es troba actualment participant tant en un univers periodístic com en un camp polític i cultural al que arriba a través de la seva participació en l'esfera pública. La premsa troba el seu lloc dins de la història sociocultural i política, on es considera com un privilegi ja que mostra quals són les pràctiques culturals desenvolupades a cada moment i els possibles significats que sorgeixen d'aquesta. També, com a font d'informació, ocupa un lloc clau en la reflexió històrica que permet centrar-se a conèixer aspectes dels diferents processos històrics per comprendre'ls.
Els cafès van ser els centres més importants de circulació de periòdics, on la gent es reunia a comentar les notícies, i a partir d'aquest moment la distribució es feia per mitjà de pregoners. Davant tal desenvolupament va sorgir un dels pilars dels estats democràtics, l'opinió pública. De nou Anglaterra va prendre protagonisme per l'aprovació del Libel Act (1792), la primera llei de premsa burgesa, i per ser el lloc on va aparèixer a la fi de segle la premsa de negoci. Al costat de l'anterior, la revolució industrial i l'aparició del ferrocarril, es van erigir bastions que van permetre fer de l'Anglaterra de finals del segle xviii l'emblema del periodisme modern, al que en gran manera va contribuir l'aparició de The Daily Universal Register, posteriorment denominat The Times (1788), que va inaugurar una nova etapa en la comunicació en premsa.
Pel que fa a Espanya, no va ser fins a aquest segle quan va començar la marxa de la premsa escrita. Els periòdics estaven únicament a l'abast de les butxaques més adinerades doncs a diferència del succeït a Anglaterra, l'única font d'ingressos per als editors es trobava en la venda doncs no existiria publicitat fins al segle següent. En qualsevol cas, el paper jugat per la premsa en aquest període es antojó determinant a l'hora de la difusió de les idees il·lustrades pròpies de l'època. Entre aquests primers periòdics va destacar El Diari dels Literats d'Espanya (1737), publicació de caràcter cultural que duraria pocs anys. Mentre, un altre gènere important va ser aquell de la premsa econòmica, especialment El Setmanari Econòmic (1765-1766) en el qual es van difondre les idees il·lustrades relacionades amb aquest àmbit de la societat.

## La premsa al segle de les Revolucions i l'aparició dels mitjans de masses
Amb l'arribada del segle xix, un clima revolucionari sobrevolava els caps de tots i cadascun dels ciutadans europeus. Els periòdics d'ideologia liberal lluitaven de forma encarnecida contra els intents per restaurar l'absolutisme després del vendaval que va portar al Vell Continent el general francès Napoleó Bonaparte. D'aquesta forma, aquestes publicacions es van erigir com a estendards en les revolucions tant de 1830 com de 1848, la comunament coneguda com a Primavera dels Pobles. El transcurs del segle portaria amb si el triomf del liberalisme i amb això, el reconeixement de la llibertat d'expressió i la posada en pràctica de diverses lleis de premsa. Seria precisament en aquest mateix segle quan sorgissin les agències de notícies i de publicitat, sent l'anglesa Reuters la primera a fundar-se (1851). Apareixeran llavors un gran nombre de periòdics per a tot tipus de públic i butxaca: de gran qualitat i elevat preu, més barats i sensacionalistes així com radicals, destinats a la ingent proletària de l'època.
Dins de la premsa existeix una indústria, un mitjà d'informació i entreteniment, un servei i un instrument d'influència política. No obstant això la premsa i els mitjans de comunicació, primer de tot, tenen a veure amb el poder. La història de la premsa està remarcada per una sèrie d'interessos polítics i socials que han anat jugant amb la humanitat des de molts segles enrere. El paper de la premsa ha anat lligat a un fil conductor a través de la història que es denomina conflictes bèl·lics.
A Espanya, la primera meitat de segle va venir marcat per la Guerra de la Independència i posteriors conseqüències en el que a esdevenidors règims polítics es refereix. El Govern Provisional de Cadis va portar amb si la llibertat de premsa i l'aparició de múltiples publicacions de diverses tendències com el liberal El Robespierre espanyol, l'afrancesat La Gaseta de Sevilla o l'anticonstitucional El Censor General. La volta de Fernando VII va suposar la fi d'aquesta activitat, reiniciant-se aquesta amb la seva mort. No obstant això, no serà fins al període posterior a la Gloriosa quan de nou sorgissin nombroses publicacions, afavorides en gran part per la llibertat de premsa atorgada per la Constitució de 1869. D'aquesta manera, va començar la difusió no només dels primers periòdics obrers, sinó que també va aparèixer en escena la premsa femenina.
Amb l'arribada dels últims compassos del segle apareixeria l'anomenada premsa de masses, la qual cosa va donar lloc al new journalism o nou periodisme tant en EE. UU. com en alguns països europeus. Es coneixerà llavors un tiratge no experimentat mai abans, amb un ampli espai dedicat a la publicitat. Serà precisament aquest últim factor aquell que determini el baix cost de les publicacions. Des d'aquest precís instant, la premsa es convertirà en una arma de doble tall, capaç de manipular a tota una societat. En aquest context apareixeria la fórmula amarillista, fórmula que va acabar per sucumbir davant l'aparició de diaris d'informació general segons el model del #New York Times, com seria el cas de li Figaro a França o Il Corriere della Sera a Itàlia.

## La premsa com a arma política
Durant la Segona Guerra Mundial, la premsa va ser utilitzada pels exèrcits bel·ligerants de manera que no mostrés a cap moment la realitat que els envoltava amb l'única fi de mantenir viva l'esperança de la població. No obstant això, aquest falsejament de la informació va ser desemmascarat pels europeus, els qui van entrar en conflicte amb la premsa escrita. Així s'arriba al convuls període d'entreguerres, i a l'establiment de dos models d'informació: d'un costat s'establiria aquell propi dels totalitarismes, els quals van convertir als mitjans en la seva principal arma, mentre que d'altra banda, països de tradició liberal, com és el cas d'Anglaterra, van mantenir vigent la llibertat d'expressió. Igual que havia succeït prèviament, els combatents en la II Guerra Mundial van prendre els mitjans de comunicació disponibles. El millor exemple es troba en la propaganda que va utilitzar el nazisme, denominada propaganda nazi.
A Espanya, els efectes de la guerra i el control dels mitjans es van veure reflectits al territori espanyol en els successos corresponents a la guerra civil "No obstant això, aquesta situació no va ser exclusiva de l'exterior de les nostres fronteres, sinó que s'hauria donat amb anterioritat en el conflicte fratricida esdevingut a Espanya a la fi dels anys 30".
Durant qualsevol conflicte bèl·lic, cada bàndol monopolitza la informació al seu gust amb un únic objectiu: guanyar la guerra. En el cas d'Espanya, la premsa va passar a ser portaveu del poder; convertint-se així un mateix periòdic (segons l'avanç de cada bàndol) en el portaveu del Partit Comunista i a posteriori en òrgan de la Falange Espanyola. El periòdic ABC (que seguia una línia editorial monàrquica) serveix per il·lustrar un exemple sobre aquesta situació, on apareix amb un tall obertament republicà i antimonárquico durant el control dels republicans a Madrid.
Després del període de les grans guerres, el periodisme es va tornar un mitjà objectiu. A la premsa escrita li acompanyarien en el seu camí altres dos mitjans, la ràdio i la televisió. Els Estats defensarien llavors els drets propis de la comunicació mitjançant la signatura de tractats i convenis internacionals d'obligat compliment per a tots els signants, com la Declaració Universal dels Drets Humans.

## La premsa escrita al costat de la producció social de comunicació
En el context de les societats mediatizadas, la premsa escrita representa el gran magma d'estudi de les transformacions socioculturals dels grups socials que propicia l'evolució dels gèneres discursius i la creació d'una xarxa de producció de discursos.
La premsa escrita i la producció social de la comunicació són dos elements que han anat lligats al llarg del temps amb un únic objectiu: l'estudi de les relacions que existeixen entre la comunicació pública i el canvi de les societats. La informació que es crea amb l'objectiu d'anar destinada al conjunt de la comunitat és un fenomen de producció social, on s'institucionalitza el tractament i l'ús de l'element més proper a la premsa escrita: la comunicació pública. Manuel Martín Serrano va afirmar que “Els mitjana organitzen la visió de la realitat en àmbits acuradament separats a nivell narratiu, que he denominat “mons”". Aquests mons separen l'àmbit públic del privat, mostrant així com aquests canvien i evolucionen els seus significats pel que fa a les transformacions històriques que s'han anat succeint en totes les societats i que, al cap i a la fi, han estat reflectides en la premsa escrita.
Un altre element adjacent és la construcció social de l'esdeveniment en la premsa escrita. La premsa contribueix a la construcció de fets i perpetua les denominacions d'esdeveniments que compten amb “la memòria de l'actualitat”. El discurs mediàtic es caracteritza punt per “el que diu, com pel que no diu”. Les figures d'estil, al·lusions i altres paraules basades en el sobre-enteniment han estat lligats a la premsa des d'antany, demostrant així que aquestes il·lustren tot tipus d'esdeveniments i els doten d'un valor més emocional i social que toponímic i temporal. Per exemple, podríem esmentar el succés d'Hiroshima o l'11 de setembre, esdeveniments que a causa de la seva construcció social i d'actualitat, han estat tintats amb valors més emocionals que merament informatius. Aquests substantius d'esdeveniment tenen un paper clau en la memorització quotidiana de denominacions i representacions de certs successos que ocorren en el dia a dia de les societats i que, inevitablement, il·lustren la història de la premsa escrita.